# Englewood Flyover
Der Englewood Flyover ist eine dreigleisige Eisenbahnüberführung in Chicago. Sie entflechtet die vormalige höhengleiche Kreuzung zwischen der Güterstrecke der Norfolk Southern Railway und der Rock Island-Strecke der METRA, die vorher zu zahlreichen Verspätungen bei Zügen der Metra und der Amtrak geführt hatte. Von den drei Gleisen werden bislang zwei benutzt.
Das Projekt besteht aus 4 Segmenten mit insgesamt mehr als 600 m Brückenlänge. Es werden neben der NS-Güterstrecke außerdem der Highway I-90/I-94, der Dan Ryan Branch der Chicago Elevated und mehrere Straßen überquert. Das Projekt wurde 2014 in Betrieb genommen und 2016 inklusive drittem Gleis fertiggestellt. Die Gesamtkosten lagen bei 133 Mio. US-Dollar.